# ペンダー島

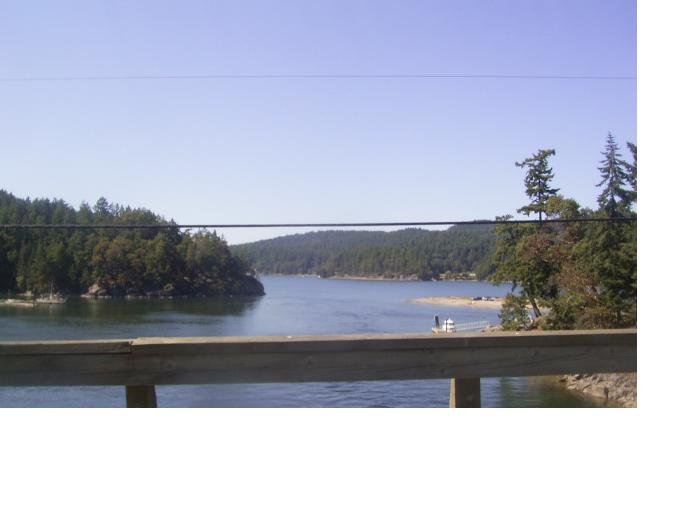
南北ペンダー島を分断する運河

ペンダー島（Pender Island）は、ジョージア海峡内に浮かぶガルフ諸島の島の一つである。カナダのブリティッシュコロンビア州に属し、最大都市バンクーバーと州都ビクトリアのほぼ中間に位置する。面積は34平方キロメートル、人口は約2,200人であり、それは同時に年間における島の最大の人口である。
ペンダー島は、穏やかな地中海性気候に恵まれ、広々とした農地、起伏に富んだ丘の森、様々な湖、小高い山々、そしてたくさんの洞窟やビーチがこの島の特徴である。
ペンダー島は、実際にはノースペンダー島とサウスペンダー島の2つの島からなっている。1903年に掘られた小さな運河により二島に分断され、後になって二島を結ぶ橋が建設された（1955年）。大半の人口や商店はノースペンダー島に集中している。一方、かつてはベッドウェルハーバー（Bedwell Harbour）として知られていた南ペンダー島の人口は少ないが、ポエッツ・コーブ・マリーナ（Poet's Cove Marina）開発により、近年人気が出てきている。